# Honda RA108
Der Honda RA108 war der zwölfte und letzte Formel-1-Rennwagen von Honda.
Der von Loïc Bigois und Jörg Zander konstruierte Wagen nahm an allen 18 Rennen der Formel-1-Saison 2008 teil, wurde vom Briten Jenson Button sowie dem Brasilianer Rubens Barrichello gesteuert und fuhr einen dritten Platz heraus – wodurch das Team in der Konstrukteurswertung mit 14 Punkten den neunten Platz von elf belegte.
Als V8-Motor wurde der RA808E eingesetzt, der bei einem Gewicht von 95 kg eine Leistung von 747 bhp bei 19.000/min erzielte. Die Lebensdauer des Aggregats wurde mit 1350 km angegeben.

## Ergebnisse
| Fahrer               | Nr.                  | 1   | 2  | 3   | 4   | 5  | 6  | 7  | 8   | 9   | 10  | 11 | 12 | 13  | 14 | 15  | 16 | 17 | 18 | Punkte | Rang |
| -------------------- | -------------------- | --- | -- | --- | --- | -- | -- | -- | --- | --- | --- | -- | -- | --- | -- | --- | -- | -- | -- | ------ | ---- |
| Formel-1-Saison 2008 | Formel-1-Saison 2008 |     |    |     |     |    |    |    |     |     |     |    |    |     |    |     |    |    |    | 14     | 9.   |
| J. Button            | 16                   | DNF | 10 | DNF | 6   | 11 | 11 | 11 | DNF | DNF | 17  | 12 | 13 | 15  | 15 | 9   | 14 | 16 | 13 | 14     | 9.   |
| R. Barrichello       | 17                   | DSQ | 13 | 11  | DNF | 14 | 6  | 7  | 14  | 3   | DNF | 16 | 16 | DNF | 17 | DNF | 13 | 11 | 15 | 14     | 9.   |

| Legende  | Legende            | Legende                                                          |
| Farbe    | Abkürzung          | Bedeutung                                                        |
| -------- | ------------------ | ---------------------------------------------------------------- |
| Gold     | –                  | Sieg                                                             |
| Silber   | –                  | 2. Platz                                                         |
| Bronze   | –                  | 3. Platz                                                         |
| Grün     | –                  | Platzierung in den Punkten                                       |
| Blau     | –                  | Klassifiziert außerhalb der Punkteränge                          |
| Violett  | DNF                | Rennen nicht beendet (did not finish)                            |
| Violett  | NC                 | nicht klassifiziert (not classified)                             |
| Rot      | DNQ                | nicht qualifiziert (did not qualify)                             |
| Rot      | DNPQ               | in Vorqualifikation gescheitert (did not pre-qualify)            |
| Schwarz  | DSQ                | disqualifiziert (disqualified)                                   |
| Weiß     | DNS                | nicht am Start (did not start)                                   |
| Weiß     | WD                 | zurückgezogen (withdrawn)                                        |
| Hellblau | PO                 | nur am Training teilgenommen (practiced only)                    |
| Hellblau | TD                 | Freitags-Testfahrer (test driver)                                |
| ohne     | DNP                | nicht am Training teilgenommen (did not practice)                |
| ohne     | INJ                | verletzt oder krank (injured)                                    |
| ohne     | EX                 | ausgeschlossen (excluded)                                        |
| ohne     | DNA                | nicht erschienen (did not arrive)                                |
| ohne     | C                  | Rennen abgesagt (cancelled)                                      |
| ohne     | keine WM-Teilnahme |                                                                  |
| sonstige | P/fett             | Pole-Position                                                    |
| sonstige | 1/2/3/4/5/6/7/8    | Punktplatzierung im Sprint-/Qualifikationsrennen                 |
| sonstige | SR/kursiv          | Schnellste Rennrunde                                             |
| sonstige | *                  | nicht im Ziel, aufgrund der zurückgelegten Distanz aber gewertet |
| sonstige | ()                 | Streichresultate                                                 |
| sonstige | unterstrichen      | Führender in der Gesamtwertung                                   |